# ششمین مراسم جایزه انجمن بازیگران فیلم
ششمین مراسم جایزه انجمن بازیگران فیلم (به انگلیسی: 6st Screen Actors Guild Awards) به افتخار بهترین بازیگران فیلم و تلویزیون سال ۱۹۹۹ در برگزار شد.

## نامزدی‌ها و جوایز

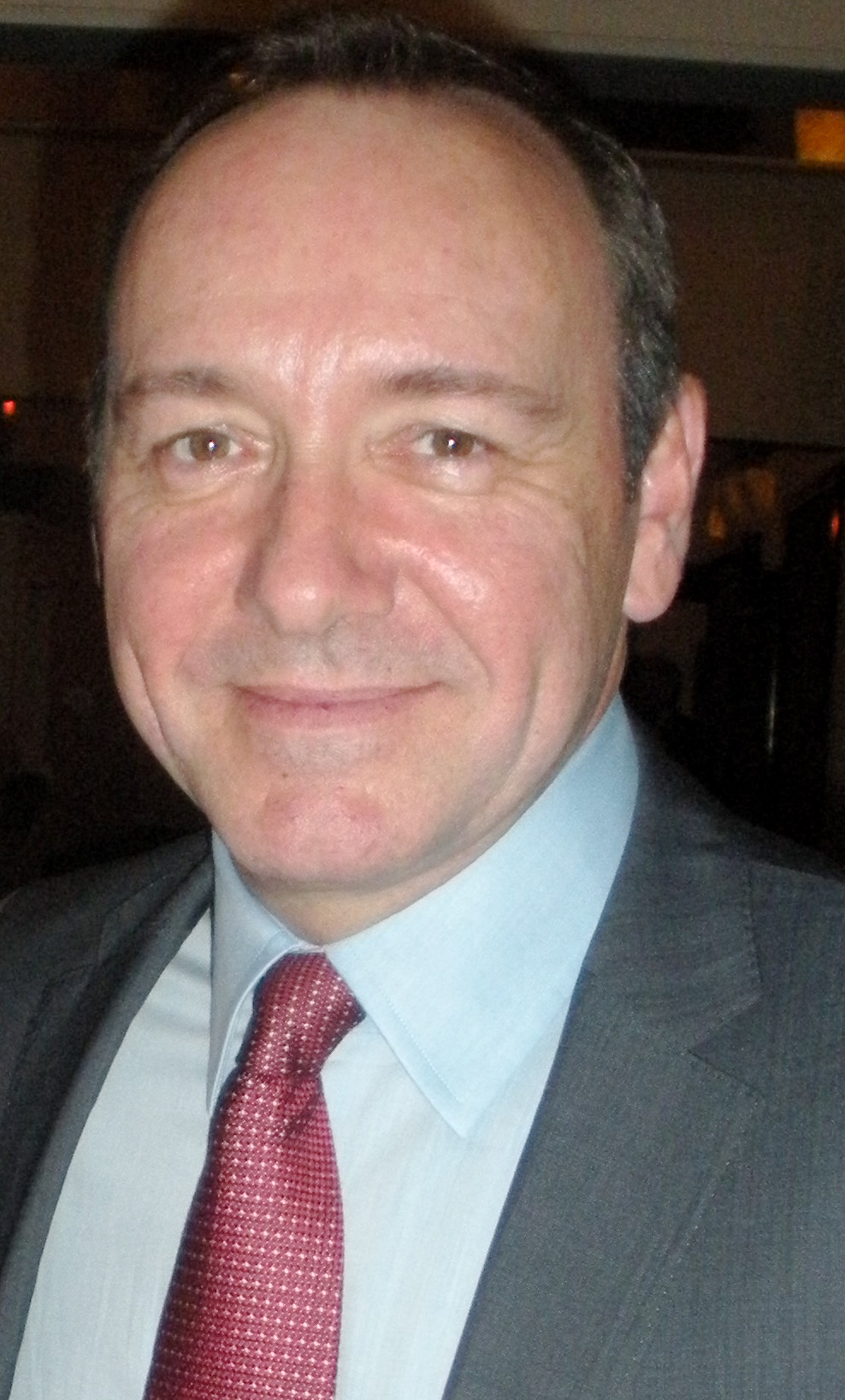
کوین اسپیسی، برنده بهترین بازیگر مرد فیلم درام

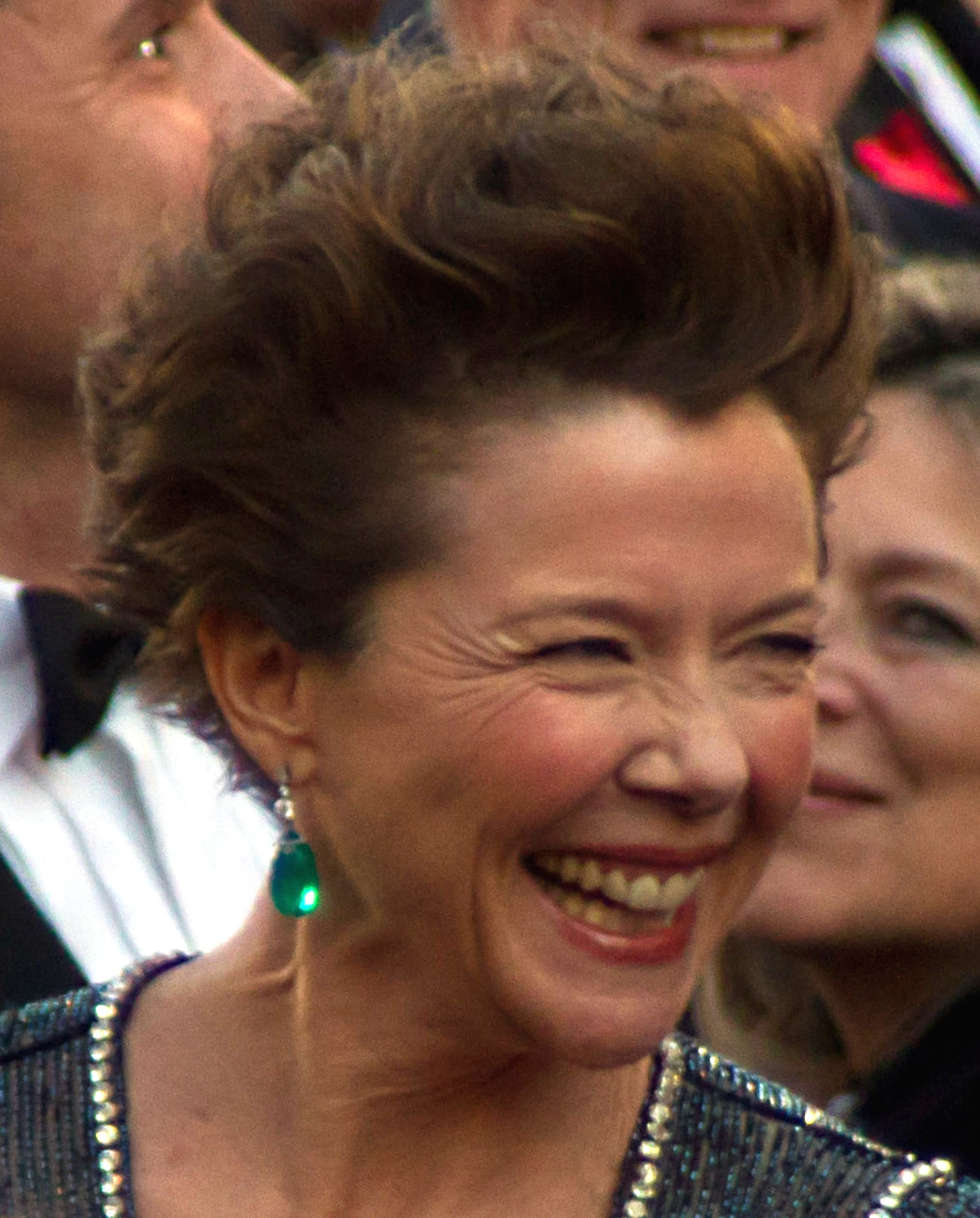
آنت بنینگ، برنده بهترین بازیگر زن فیلم درام

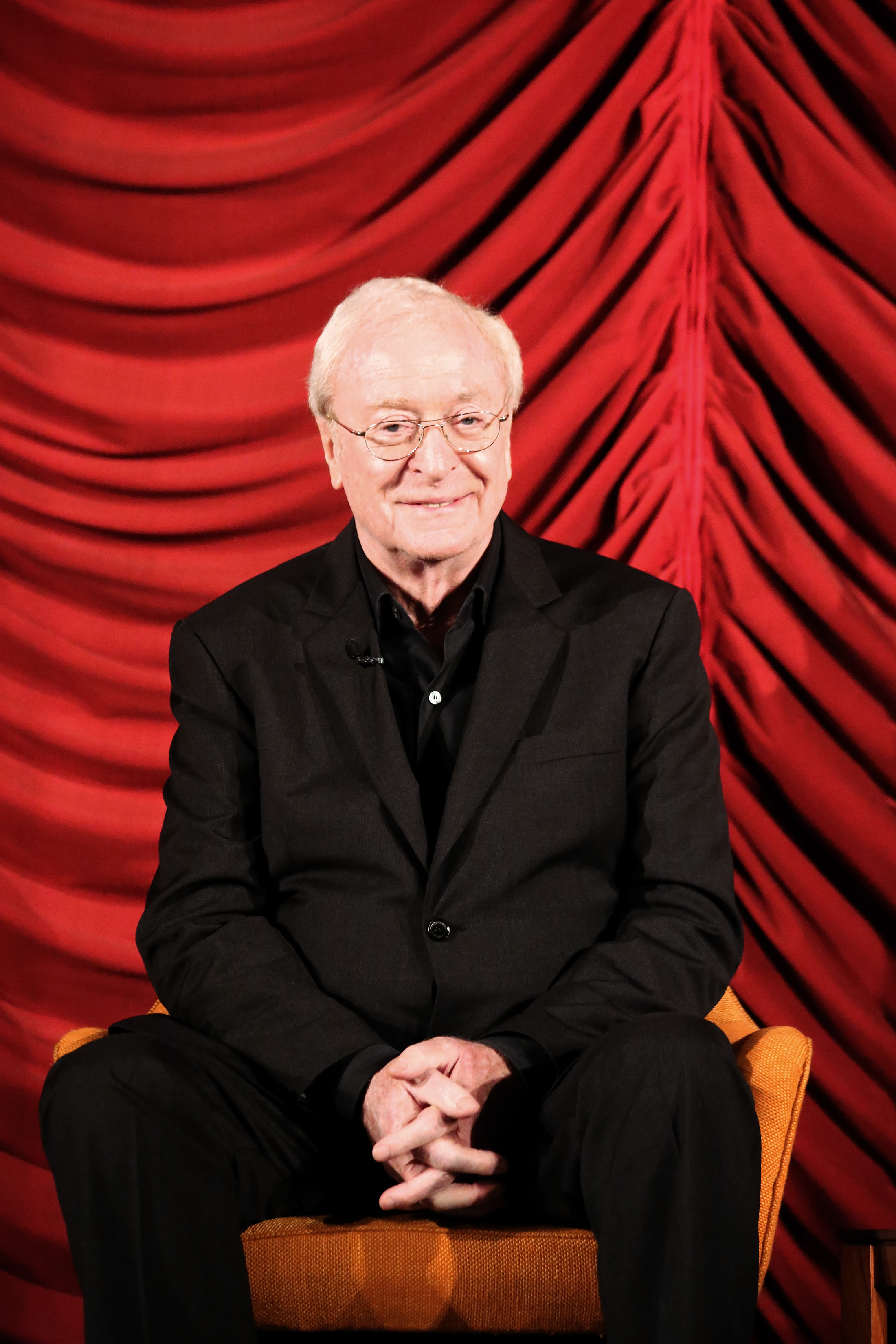
مایکل کین، برنده بهترین بازیگر مکمل مرد فیلم درام

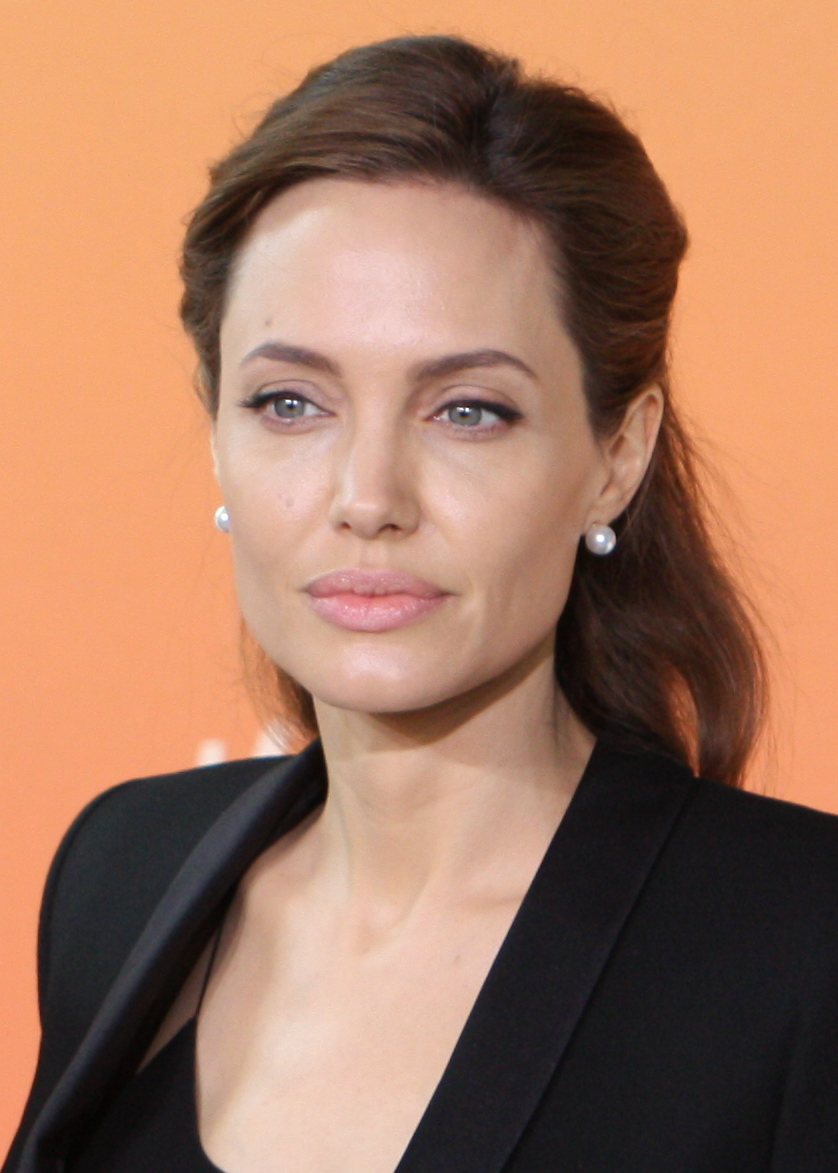
آنجلینا جولی، برنده بهترین بازیگر مکمل زن فیلم درام

| کوین اسپیسی       | برای فیلم زیبایی آمریکایی |
| جیم کری           | برای فیلم مرد روی ماه     |
| راسل کرو          | برای فیلم نفوذی           |
| فیلیپ سیمور هافمن | برای فیلم Flawless        |
| دنزل واشنگتن      | برای فیلم The Hurricane   |

| آنت بنینگ    | برای فیلم زیبایی آمریکایی    |
| جانت مک‌تیر   | برای فیلم Tumbleweeds        |
| جولیان مور   | برای فیلم پایان رابطه        |
| مریل استریپ  | برای فیلم موسیقی قلب         |
| هیلاری سوانک | برای فیلم پسرها گریه نمی‌کنند |

| مایکل کین         | برای فیلم قوانین خانه سایدر |
| کریس کوپر         | برای فیلم زیبایی آمریکایی   |
| تام کروز          | برای فیلم مگنولیا           |
| مایکل کلارک دانکن | برای فیلم مسیر سبز          |
| هالی جوئل آزمنت   | برای فیلم حس ششم            |

| آنجلینا جولی | برای فیلم دختر، گسیخته شده   |
| کامرون دیاز  | برای فیلم جان مالکوویچ بودن  |
| کاترین کینر  | برای فیلم جان مالکوویچ بودن  |
| جولیان مور   | برای فیلم مگنولیا            |
| کلویی سونی   | برای فیلم پسرها گریه نمی‌کنند |

## برندگان مرد و زن سریال تلویزیونی

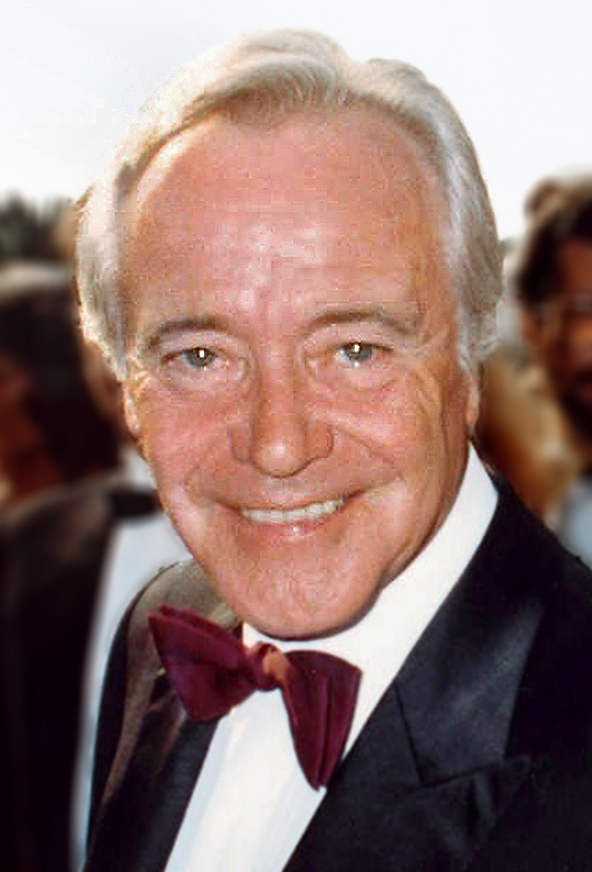
جک لمون عملکرد فوق العاده توسط یک بازیگر مرد در یک مینی سریال یا فیلم تلویزیونی
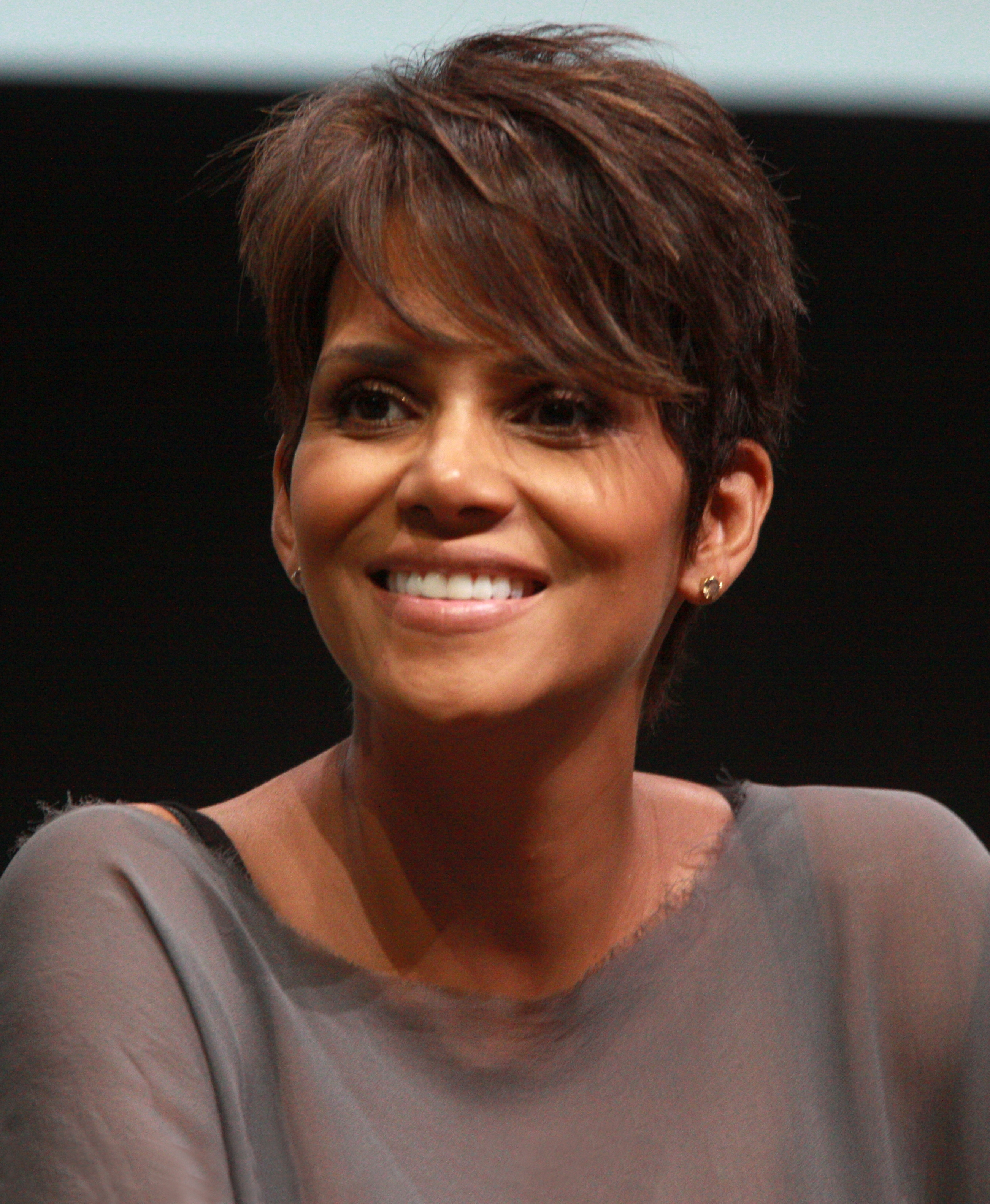
هلی بری عملکرد فوق العاده توسط یک بازیگر زن در یک مینی سریال یا فیلم تلویزیونی
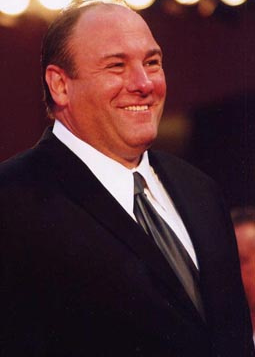
جیمز گاندولفینی عملکرد فوق العاده توسط یک بازیگر مرد در یک سریال درام

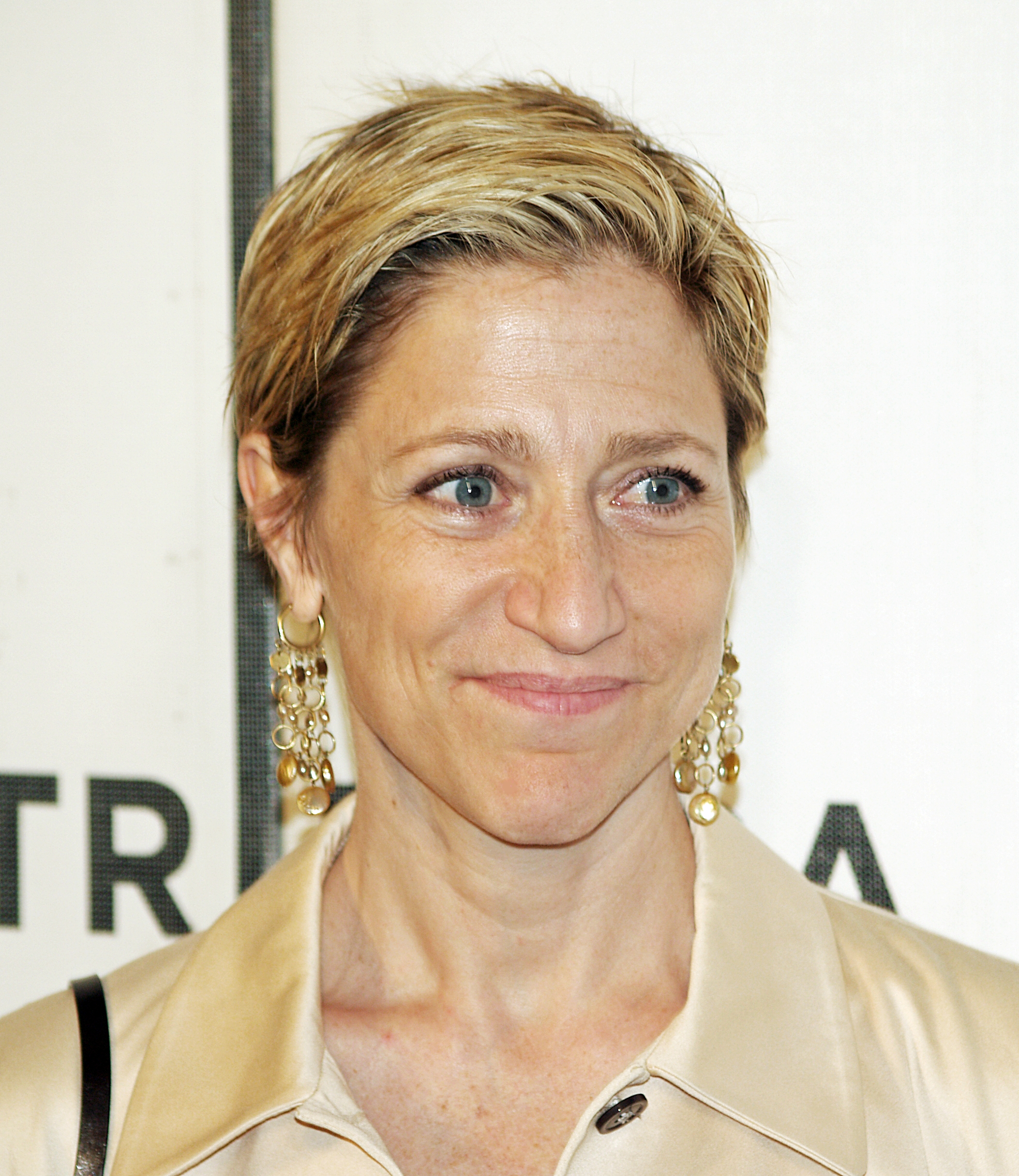
ادی فالکو عملکرد فوق العاده توسط یک بازیگر زن در یک سریال درام
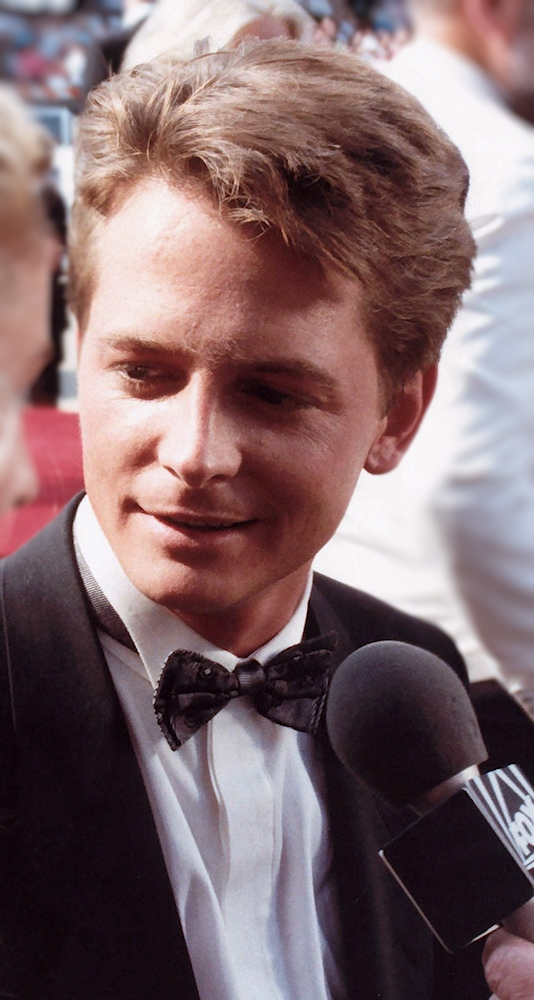
مایکل جی فاکس عملکرد فوق العاده توسط یک بازیگر مرد در یک سریال کمدی
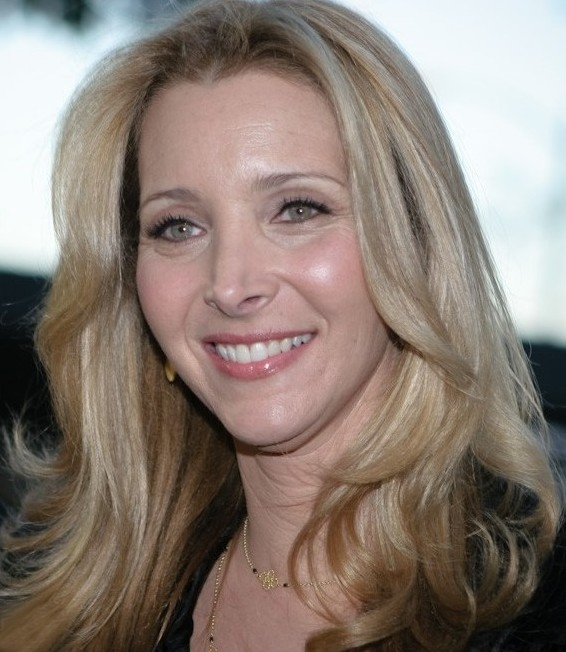
لیزا کودرو عملکرد فوق العاده توسط یک بازیگر زن در یک سریال کمدی